# Вингероде
Вингероде (нем. Wingerode) — община в Германии, в земле Тюрингия. 
Входит в состав района Айхсфельд. Подчиняется управлению Лайнеталь.  Население составляет 1233 человека (на 31 декабря 2010 года). Занимает площадь 9,77 км².